# A Rádiótechnika könyveinek listája
A Rádiótechnika című folyóirat által kiadott könyvek listája:
| #  | Szerző                      | Cím                                                                                      | Kiadás éve |
| -- | --------------------------- | ---------------------------------------------------------------------------------------- | ---------- |
| 1  | Bodak Sz. I.                | Rádiószerelési útmutató                                                                  | 1955.      |
| 2  | Linde D. P.                 | Antennák és tápvezetékek                                                                 | 1955.      |
| 3  | Pumper J. E.                | Kristálydiódák és tranzisztorok                                                          | 1955.      |
| 4  | Oszmann György              | Mérések a szuperkészülékben                                                              | 1955.      |
| 5  | Brodszkij A. A.             | Rádióamatőr mérőkészülékek                                                               | 1955.      |
| 6  | Sulgin K. A.                | Rövidhullámú amatőr vevőkészülékek                                                       | 1955.      |
| 7  | Plonszkij A. F.             | A rezgőkristály                                                                          | 1955.      |
| 8  | Grekov I.                   | Rezonancia                                                                               | 1955.      |
| 9  | Perli Sz. R.                | Szélhajtású dinamó                                                                       | 1956.      |
| 10 | Bánszegi Ferenc             | A rövidhullámú megfigyelő                                                                | 1956.      |
| 11 | Konasinszkij D. A.          | Szűrőkörök                                                                               | 1956.      |
| 12 | Lamoth Emil                 | Kis hálózati transzformátorok és fojtótekercsek                                          | 1956.      |
| 13 | Bjalik G. I.                | Televíziós adástechnika                                                                  | 1956.      |
| 14 | Országos Műszaki Könyvtár   | Híradástechnikai könyvek bibliográfiája és ismertetése                                   | 1956.      |
| 15 | Kiss László                 | Mikrofonok                                                                               | 1956.      |
| 16 | Lamoth Emil                 | Hangszórók                                                                               | 1956.      |
| 17 | Flórián Endre               | Hullámterjedés                                                                           | 1956.      |
| 18 |                             | 300 rádióamatőr tanács                                                                   | 1956.      |
| 19 | Magyari Béla                | Újdonságok a rádióamatőr vételtechnikában                                                | 1957.      |
| 20 | Heckenast Gábor             | Hangszalagtechnika                                                                       | 1956.      |
| 21 | Magyari Endre               | Grafikus számítások a híradástechnikában 1. tégladiagramok                               | 1958.      |
| 22 | Major János                 | Mérések a televíziós vevőkészülékben                                                     | 1958.      |
| 23 | Makai István                | A 2+1-es                                                                                 | 1958.      |
| 24 | Kaminyir L. B.              | A katóderősítő                                                                           | 1959.      |
| 25 | Gerszon Nikolajevszkij      | Tranzisztorok a rádiótechnikában                                                         | 1959.      |
| 26 |                             | Tranzisztorok alkalmazása                                                                | 1959.      |
| 27 | Grugyanszkaja G. P.         | Ultrarövidhullámok terjedése                                                             | 1959.      |
| 28 | Roginszkij V. J.            | Félvezető egyenirányítók                                                                 | 1959.      |
| 29 | Oxley G. C. Nowak A.        | URH és TV antennák                                                                       | 1959.      |
| 30 | Korszunszkij Sz. G.         | Elektronikus hangszerek                                                                  | 1960.      |
| 31 | Golubov K. G.               | Elektromechanikus rádiófrekvenciás szűrők                                                | 1960.      |
| 32 | Konkoly Tihamér Győző Lajos | Hangfrekvenciás generátorok                                                              | 1960.      |
| 33 | Szoboljevszkij A. G.        | Impulzustechnika                                                                         | 1961.      |
| 34 | Domsch G. H.                | Mágneses terek árnyékolása                                                               | 1961.      |
| 35 | Szmirnov G. D.              | Elektronikus digitális matematikai gépek                                                 | 1961.      |
| 36 | Tóth I. Elemér              | Kis TV készülékek építése                                                                | 1961.      |
| 37 | Bortnovszkij, G.A.          | Nyomtatott áramkörű amatőrkészülékek                                                     | 1961.      |
| 38 | Belocerkovszkij G. B.       | Milliméteres hullámok                                                                    | 1959.      |
| 39 | Szoboljevszkij A. G.        | Amatőr mérések                                                                           | 1962.      |
| 40 | Zsabotinszkij M. E.         | Molekuláris generátorok és erősítők                                                      | 1962.      |
| 41 | Felisztak Ju. I.            | Egyszerű rádióalkatrészek készítése                                                      | 1963.      |
| 42 | Breido I. Ja.               | Egyenáramú jelek erősítése                                                               | 1963.      |
| 43 | Kublanovszkij I. Sz.        | Tranzitron oszcillátorok                                                                 | 1964.      |
| 44 | Magyari Endre               | Grafikus számítások a híradástechnikában 2. reaktanciás és komplex ellenállású áramkörök | 1966.      |